# Analiza egzystencjalna
Analiza egzystencjalna, analityka egzystencjalna – w egzystencjalizmie rodzaj metody analizy filozoficznej w której bada się sposób bycia Dasein.
Jako analizę egzystencjalną niektórzy autorzy określają też psychoterapię egzystencjalną w tradycji Viktora Frankla (logoterapia i analiza egzystencjalna).

## Martin Heidegger
Martin Hedegger rozwinął pojęcie analizy egzystencjalnej (niem. existenziale Analytik) przede wszystkim w swojej pracy Bycie i czas (1927). Dasein (jestestwo) jest ludzkim istnieniem, a sposób jego bycia określany jest jako egzystencja. Analiza egzystencjalna jest badaniem struktur egzystencji Dasein i ich kontekstu (egzystencjalności). Obejmuje ona m.in. takie struktury jak troska (Sorge), bycie-w-świecie, bycie-ku-śmierci, rzuconość. 
Dasein badane jest w "przeciętnej powszechności". Jest to fenomenologia jego podstawowych sposobów istnienia, prowadząca od zadania podstawowego pytania o bycie i prowadząca do ustalenia ontologii fundamentalnej, badającej sens życia jako takiego. Jest to zasadniczym tematem Bycia i czasu.